# Anton Leischner
Anton Leischner (* 22. Mai 1908 in Niklasdorf in Schlesien; † 17. September 2010) war ein deutscher Mediziner und Linguist (Patholinguistik).

## Leben
Nach abgelegtem Abitur in Freiwaldau im Jahr 1926 studierte ab demselben Jahr an der Deutschen Karl-Ferdinands-Universität in Prag Medizin und wurde an der Prager Psychiatrisch-Neurologischen Klinik 1933 promoviert. Die Habilitation erfolgte 1942 ebenfalls in Prag als Facharzt für Neurologie und Psychiatrie mit einer Arbeit über Aphasie bei Taubstummen. Anschließend hatte er bis zur Auflösung der Deutschen Universität 1945 eine Dozentur inne. 
Nach der Vertreibung siedelte er 1948 nach Bonn über und übernahm 1948 die Leitung der Neurologischen Abteilung im Hirnverletzteninstitut in Langenberg. 1957 folgte er den Ruf für eine Professur an die Universität Bonn. Zu dieser Zeit war er engagiert bei der Gründung der Abteilung für klinische Hirnpathologie an der Landesklinik für Hirnverletzte in Bonn. An der Rheinischen Landesklinik für Sprachgestörte in Bonn wurde er 1969 Leitender Medizinaldirektor. 1973 gehörte er zu den Gründern der „Arbeitsgemeinschaft für Aphasieforschung und -therapie“. Die Emeritierung erfolgte 1975 nach der er weiterhin in der Forschung und Lehre tätig war.
Durch seine Gründung der „Rheinischen Landesklinik für Sprachgestörte“ und seinen Studien auf Basis von Untersuchungen mit vielen Aphasikern wurde er nach 1945 zu einem der Hauptvertreter seines Faches zu Fragen der Rehabilitation von Hirnverletzten und zur Logopädie im Allgemeinen. Er hat seit Anfang seiner Tätigkeit im Rheinland Linguisten und Sprachtherapeuten an seinen Forschungen und Therapieentwicklungen insbesondere bei Aphasien eingebunden. Leischner gilt als Begründer der Klinischen Linguistik in Deutschland.